# Vô vi (triết học)
Vô vi (chữ Hán: 無為) là một khái niệm cổ xưa và đa nghĩa trong triết học Trung Quốc, mang ý nghĩa "thanh tĩnh", "hư vô" và "thuận theo tự nhiên". Vô vi không chỉ phản ánh trạng thái hòa hợp sâu sắc của cá nhân với vạn vật, mà còn biểu thị sự kết nối giữa "tâm" (心) và "thần" (神) trong Đông y. Trong chính trị, vô vi thường được lý giải như một hình thức trị quốc lý tưởng, nơi sự lãnh đạo không ép buộc mà để mọi sự tự nhiên vận hành theo lẽ trời. 
Khái niệm vô vi khởi nguồn từ thời Xuân Thu, xuất hiện lần đầu dưới dạng sơ khai trong Kinh Thi. Trong Luận ngữ của Nho gia, vô vi được hòa nhập vào lý tưởng đạo đức, như một trạng thái dung hợp giữa ý chí và hành động, hướng đến sự hài hòa tự nhiên. Sau này, vô vi trở thành nguyên lý trung tâm của cả Pháp gia và Đạo gia. Trong Đạo giáo, tư tưởng vô vi của Lão Tử được hiểu là sự đồng nhất với Đạo, hành động mà không áp đặt, để mọi sự diễn ra tự nhiên, tránh cưỡng ép hoặc nôn nóng đi ngược lại trật tự của vũ trụ. Trên cơ sở tư tưởng của Lão Tử, Trang Tử đã phát triển thêm khía cạnh truy cầu cảnh giới tinh thần cá nhân, hình thành học thuyết Lão-Trang. 
Trong quá trình phát triển của tư tưởng Đạo gia, tư tưởng vô vi cũng không ngừng được mở rộng. Liệt Tử, Trang Tử, Dương Chu, Lưu An và nhiều người khác đã đóng góp vào sự phát triển của tư tưởng vô vi, tạo nên các tác phẩm như Liệt tử, Trang tử, Hoài Nam tử. Những nhà chú giải như Hà Thượng Công, Vương Bật và Tô Triệt đã nghiên cứu và diễn giải sâu sắc khái niệm "vô vi" trong Đạo đức kinh. Nhà Hán học Jean François Billeter đã ví von vô vi như "một trạng thái minh triết tối thượng, nơi con người và tình thế hòa làm một, đạt đến sự hiệu quả tuyệt đối, tiết chế tối đa năng lượng mà vẫn hoàn thành mỹ mãn mọi việc".